# Crenigomphus kavangoensis
Crenigomphus kavangoensis là loài chuồn chuồn trong họ Gomphidae. Loài này được Suhling & Marais mô tả khoa học đầu tiên năm 2010.